# Ernest Morenon
Ernest Élie Morenon né à Marseille le 31 janvier 1904 et mort à Providence (Rhode Island) le 30 janvier 2003 est un sculpteur français.
Il est lauréat d'un second grand prix de Rome de sculpture en 1933.

## Biographie
Ernest Morenon est né à Marseille le 31 janvier 1904.
Admis à l’École nationale supérieure des beaux-arts de Paris, il y est l’élève de Jules Coutan et de Paul Landowski.
En 1925, il reçoit un premier prix au concours du prix Bridan avec Germanicus, une figure dessinée d'après l'antique.
Au concours de la tête d'expression de 1929, il présente un buste en plâtre Le Sourire qui est primé.
En 1933, il obtient le deuxième second grand prix de Rome.
À l’Exposition universelle de 1937, il obtient une médaille d’or pour sa Porte de l’Alma, un bas-relief sculpté de trente mètres de haut, en chêne, à l’entrée de l’exposition.
Il émigre aux États-Unis en 1943 et s’installe à Boston. En 1955, il devient chef du département de sculpture au musée des Beaux-Arts de Boston, poste qu'il occupe pendant dix ans. Durant les années 1960, il devient professeur à l'école des arts appliqués de l'université de Boston.
La plus grande partie de ses réalisations se situe aux États-Unis, comme les bas-reliefs de la basilique du sanctuaire national de l'Immaculée Conception à Washington.
Il meurt le 30 janvier 2003 à Providence.

## Source
- « Ernest Morenon, Acclaimed Sculptor, 99 » sur groups.google.com.